# 邵国荷
邵国荷（1956年7月—），男，汉族，安徽合肥人，中华人民共和国政治人物，曾任安徽省政协副主席，安徽省人民政府秘书长，第十届全国人大代表。